# Rencontre mondiale des familles

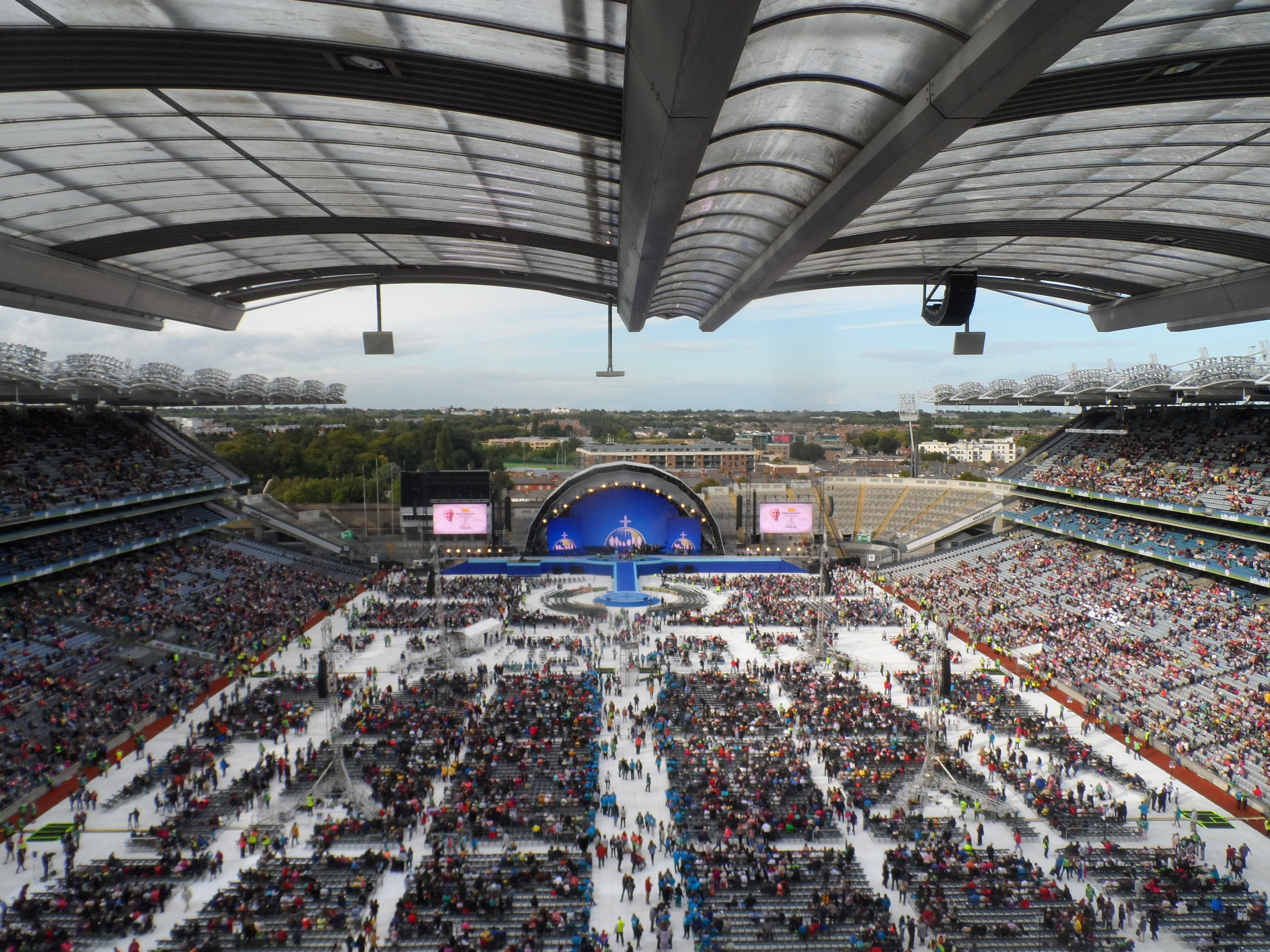
La rencontre 2018 à Dublin.

La Rencontre mondiale des familles est un rassemblement de l'Église catholique qui a lieu tous les trois ans depuis 1994,,
,. Elle est organisée par le Dicastère pour les laïcs, la famille et la vie, qui est « compétent dans les matières qui relèvent du Siège apostolique pour la promotion de la vie et de l’apostolat des fidèles laïcs, pour le soin pastoral de la famille et de sa mission, selon le dessein de Dieu et pour la protection et le soutien de la vie humaine ». La rencontre la plus récente s'est déroulée à Dublin, en Irlande, du 22 au 26 août 2018 et a rassemblé 37 000 participants.

## Villes organisatrices
Les rencontres ont eu lieu à :
- 1994 : Rome, Italie
- 1997 : Rio de Janeiro, Brésil
- 2000 : Rome, Italie
- 2003 : Manille, Philippines
- 2006 : Valence, Espagne
- 2009 : Mexico, Mexique
- 2012 : Milan, Italie
- 2015 : Philadelphie, États-Unis
- 2018 : Dublin, Irlande[6]